# Нимфеум
Нимфеум (на старогръцки: νυμφαῖον) в Древна Гърция и Древен Рим е светилище на нимфите, особено нимфи на изворите.
Първоначално са ползвани естествени пещери, които традиционно са считани за обители на местни нимфи. Понякога са съоръжавани така, че да осигуряват запас от вода, както при Сиде и Памфилия в Турция.
По протежение на Адриановия вал, в най-северния обсег на Римската империя, е построен нимфеум, посветен на местната водна нимфа Ковентина (Coventina). Впоследствие изкуствените пещери заемат мястото на естествените.

## България
Единственият запазен нимфеум в България е Светилището на нимфите и Афродита в село Каснаково. То е известно на науката от 1898 г.

## Галерия
- Нимфеум „Nymphenbad“ от Цвингер, Германия
- Нимфеум на вила Джулия в Рим, Италия
- Нимфеум на вила Barbaro в Мазер, Италия